# Бодеа (Бреша)
Бодеа је насеље у Италији у округу Бреша, региону Ломбардија.
Према процени из 2011. у насељу је живело 233 становника. Насеље се налази на надморској висини од 125 м.